# Ammodytes americanus
Ammodytes americanus és una espècie de peix de la família dels ammodítids i de l'ordre dels perciformes que es troba a l'Atlàntic nord-occidental: des del sud de Delaware fins a la Península del Labrador.

## Morfologia
Els mascles poden assolir els 23,5 cm de longitud total.